# Ted Leo and the Pharmacists
Ted Leo and the Pharmacists (también "Ted Leo/Pharmacists") es un grupo musical estadounidense. Su estilo es calificado como "mod," punk rock e indie rock.
Ted Leo es el cantante, guitarrista y líder del grupo. Otros miembros son Dave Lerner y Chris Wilson.
El grupo ha producido cinco álbumes completos, y varios grabaciones clasificado como EP.

## Discografía

### Álbumes
- tej leo(?), Rx / pharmacists (1999)
- The Tyranny of Distance (2001)
- Hearts of Oak (2003)
- Shake the Sheets (2004)
- Living with the Living (2007)
- The Brutalist Bricks (2010)

### EP
- Treble in Trouble (2000)
- Tell Balgeary, Balgury is Dead (2003)

- Datos: Q1754107
- Multimedia: Ted Leo and the Pharmacists / Q1754107